# Minzho Caka
Minzho Caka (kinesiska: Minzhuo Chaka, 民卓茶卡) är en saltsjö i Kina. Den ligger i den autonoma regionen Tibet, i den sydvästra delen av landet, omkring 1 000 kilometer nordväst om regionhuvudstaden Lhasa.
Genomsnittlig årsnederbörd är 165 millimeter. Den regnigaste månaden är augusti, med i genomsnitt 48 mm nederbörd, och den torraste är maj, med 2 mm nederbörd.